# François Delcos
François Delcos, né le 25 mars 1881 à Perpignan (Pyrénées-Orientales) et mort le 12 septembre 1972 dans cette ville, est un homme politique français.

## Biographie
Après des études secondaires à Perpignan, François Delcos obtient une licence de droit à Toulouse, puis s'installe à Perpignan à la tête d'un office notarial en 1910.
À cette date, il est déjà engagé en politique. Conseiller municipal depuis 1908, il est constamment réélu par la suite. En 1929, il devient maire-adjoint, fonction qu'il conserve jusqu'en 1935.
Il est, en 1932, candidat malheureux aux législatives.
L'année 1936 marque un tournant dans sa carrière politique. Il est d'abord élu conseiller général, dans le canton de Perpignan-Ouest, puis, en mai, député.
Inscrit au groupe radical, il s'intéresse particulièrement aux questions sociales, et notamment la retraite des salariés, les conflits du travail ou les conventions collectives.
En 1939, il demande qu'un contingent supplémentaire de promotion à la Légion d'honneur soit dégagé pour récompenser ceux qui sont venus en aide, dans un esprit humanitaire, aux réfugiés espagnols.
Son vote en faveur des pleins-pouvoirs à Philippe Pétain, en juillet 1940, ne l'empêche pas par la suite d'entrer dans la résistance. Interné en 1943, puis mis en résidence surveillée, il parvient à échapper aux Allemands peu de temps avant une deuxième arrestation.
À la Libération, il retrouve son siège de conseiller général puis, en octobre, il mène la liste radicale et obtient 21,9 % des voix, dans ce département où il n'a comme concurrents que les socialistes et les communistes. Il est réélu en juin 1946, avec 22,4 % des votants, et de nouveau en novembre, avec 26,2 %.
À l'assemblée, il s'intéresse principalement aux questions agricoles. Il est notamment, à partir de 1948, vice-président de la commission de l'agriculture et, de 1947 à 1950, préside la commission d'enquête sur la production du vin, qui fait suite au « scandale des vins », et qui rend son rapport en mars 1950. Durant toute la suite de sa carrière politique, il se fera d'ailleurs le défenseur des viticulteurs.
En 1949, il assure la présidence du groupe radical de l'Assemblée.
Il fait un premier passage éclair au gouvernement, comme secrétaire d'Etat à la Présidence du Conseil, auprès d'Henri Queuille, qui ne tient que quelques jours, en juillet 1950.
Réélu député en 1951, malgré un net recul électoral (15,1 % des votants), il dépose une proposition de loi visant à supprimer les droits de succession entre époux pour les biens agricoles, en 1953, et en 1954 propose la création d'un comité interprofessionnel des jus de fruits et légumes.
En août 1951, il revient au gouvernement, comme secrétaire d'Etat au commerce, et conserve ce poste jusqu'à la chute du gouvernement de René Pleven, en janvier 1952.
En 1956, il décide de ne pas se représenter. S'il met en avant son âge (74 ans), son attitude pendant la campagne, pendant laquelle il n'apporte aucun soutien à la liste radicale, montre que cette décision avait un fond plus politique. Cela lui vaut d'ailleurs, après la perte de l'unique siège radical du département, une demande d'exclusion de la part de sa fédération.
Celle-ci n'est cependant d'aucun effet, puisqu'il avait décidé de se retirer de la vie politique.

## Fonctions
- Secrétaire d'État à la présidence du Conseil du gouvernement Henri Queuille (2) (du 2 au 4 juillet 1950)
- Secrétaire d'État au commerce du gouvernement René Pleven (2) (du 11 août 1951 au 7 janvier 1952)
- Député radical des Pyrénées-Orientales (1936-1942, 1945-1955)

## Sources
- « François Delcos », dans le Dictionnaire des parlementaires français (1889-1940), sous la direction de Jean Jolly, PUF, 1960 [détail de l’édition]
- Fiche du parlementaire sur la Base de données de l'Assemblée nationale